# Lưu Tử Huân
Lưu Tử Huân (giản thể: 刘子勋; phồn thể: 劉子勛; bính âm: Liú Zixūn) (456–466), tên tự Hiếu Đức (孝德), là một thân vương và người tranh chấp ngôi vua triều Lưu Tống trong lịch sử Trung Quốc. Ông đã nhận được lời tuyên bố trung thành từ hầu hết các châu trong đế quốc vào năm 466 sau khi xưng đế, đối địch với thúc phụ Minh Đế sau vụ vua anh Tiền Phế Đế bị ám sát vào năm 465. Tuy nhiên, quân của ông đã thất bại trước quân của Minh Đế. Tướng Thẩm Du Chi (沈攸之) của Minh Đế đã bắt giữ và hành quyết ông, khi đó ông mới 10 tuổi.

## Thời trẻ
Lưu Tử Huân sinh năm 456 và là con trai thứ ba của Lưu Tống Hiếu Vũ Đế. Mẹ của ông là Trần thục viện, thục viện là cấp phẩm thấp thứ năm trong số các hậu phi. Năm 460, Hiếu Vũ Đế lập Lưu Tử Huân làm Tấn An vương, và bắt đầu từ năm 463, ông bắt đầu được luân phiên làm thứ sử của các châu, song những thành viên được Hiếu Vũ Đế cử giúp đỡ ông mới là những người nắm quyền lực trên thực tế. Lưu Tử Huân không được phụ hoàng yêu mến do ông có một căn bệnh ở mắt.
Năm 464, Hiếu Vũ Đế qua đời và anh cả của Lưu Tử Huân là Lưu Tử Nghiệp đã lên ngôi kế vị. Tuy nhiên, Tiền Phế Đế là một người hung bạo và bốc đồng. Tiền Phế Đế lo sợ trước các đe dọa đến quyền lực của mình nên ngay sau đó đã thảm sát một số bá quan cấp cao cũng như đối thủ cũ trong việc kế vị là Tân An vương Lưu Tử Loan (劉子鸞). Sau đó, Tiền Phế Đế thấy rằng cả tổ phụ Văn Đế và cha Hiếu Vũ Đế đều là con trai thứ ba, vì thế đã trở nên lo lắng. Sư lo lắng này của Tiền Phế Đế càng trầm trọng thêm khi em rể Hà Mại (何邁) của ông ta đã tiến hành một cuộc chính biến nhằm phế truất Tiền Phế Đế và đưa Lưu Tử Huân lên ngôi. Năm 465, Tiền Phế Đế sai thuộc hạ Chu Cảnh Vân (朱景雲) đem thuốc độc đến Giang Châu (江州, nay là Giang Tây và Phúc Kiến), mục đích là buộc Lưu Tử Huân phải tự sát. Tuy nhiên, khi tiến đến gần trị sở Tầm Dương (尋陽, nay là Cửu Giang, Giang Tây) của Giang Châu, Chu đã cố ý đi chậm lại. Khi hay tin, các thân cận của Lưu Tử Huân do Đặng Uyển (鄧琬) lãnh đạo đã tuyên bố nổi loạn nhân danh Lưu Tử Huân và tìm kiểm ủng hộ từ các châu khác. Ngay sau đó, hoàng đệ An Lộc vương Lưu Tử Tuy (劉子綏), khi đó đang là thứ sử Dĩnh Châu (郢州, nay là đông bộ Hồ Bắc), đã tuyên bố ủng hộ Lưu Tử Huân. Tuy nhiên, 10 ngày sau đó, khoảng tết năm 466, Tiền Phế Đế đã bị thuộc hạ của mình ám sát, và các bá quan đã ủng hộ hoàng thúc Tương Đông vương Lưu Úc lên ngôi, tức Minh Đế.

## Xưng đế
Minh Đế ban đầu đã cố gắng ban thưởng cho Lưu Tử Huân vì các nỗ lực chống Tiền Phế Đế, và hầu hết thành viên phục tùng Lưu Tử Huân muốn chấp thuận đề nghị của Minh Đế. Tuy nhiên, Đặng Uyển là người tham vọng và ông ta tin rằng Lưu Tử Huân được trời lựa chọn vì cũng là con trai thứ ba, vì thế ông ta đã từ chối đề nghị thăng chức và chuẩn bị chống lại Minh Đế. Đặng Uyển liên kết với Viên Nghĩ (袁顗), thứ sử Ung Châu (雍州, nay là tây bắc bộ Hồ Bắc và tây nam bộ Hà Nam) và quân trưởng sứ của Lưu Tử Tuy là Tuân Biện Chi (荀卞之). Họ cáo buộc Minh Đế là một kẻ tiếm quyền và đã sát hại nhiều người. Thứ sử Kinh Châu (荊州, nay là trung bộ và tây bộ Hồ Bắc) là Lâm Hải vương Lưu Tử Húc (劉子頊) và thái thú quận Hội Kê (會稽, nay gần tương ứng với Thiệu Hưng, Chiết Giang) là Tầm Dương vương Lưu Tử Phòng (劉子房) cũng nhanh chóng nổi dậy hỗ trợ. Vào mùa xuân năm 466, Đặng Uyển tuyên bố rằng đã nhận được mật chỉ tử tổ mẫu của Lưu Tử Huân là Thái hậu Lộ Huệ Nam, và tuyên bố Lưu Tử Huân là hoàng đế. Sau tuyên bố, gần như toàn bộ đế chế đã tuyên bố ủng hộ Lưu Tử Huân, và Minh Đế chỉ còn kiểm soát được khu vực ở xung quanh kinh thành Kiến Khang.
Tuy nhiên, các tướng của Lưu Tử Huân tiến quân chậm chạp, họ tin rằng Kiến Khang sẽ tự sụp đổ do thiếu nguồn cung lương thảo. Tướng Ngô Hỉ (吳喜) của Minh Đế đã nhanh chóng tiến về phía đông và bắt giữ Lưu Tử Phòng, chiếm được các quận xung quanh Hội Kê đã từng tuyên bố ủng hộ Lưu Tử Huân, vì thế vấn đề lương thảo của Kiến Khang đã được bảo đảm. Quân của Lưu Tử Huân và quân của Minh Đế đã lâm vào thế bế tắc trong nhiều tháng tại khu vực Sào Hồ, và chỉ kết thúc khi tướng Trương Hưng Thế (張興世) của Minh Đế xây dựng một đồn phòng thủ tại Tiền Khê (錢溪, nay thuộc Trì Châu, An Huy), ở phía thượng lưu so với đại quân của Lưu Tử Huân do Viên Nghĩ và Lưu Hồ (劉胡) chỉ huy, cắt đứt nguồn cung lương thảo của đội quân này. Sau đó, khi Lưu Hồ cố đánh chiếm Tiền Khê để thông đường cung lương thảo, ông ta đã bị Trương Hưng Thế và Thẩm Du Chi đánh bại, Lưu Hồ và Viên Nghĩ chạy trốn còn đội quân của họ bị sụp đổ. Lưu Hồ chạy về Tấn Dương, song sau đó lại dời đi với chiêu bài đang thiết lập hệ thống phòng thủ ngoại vi. Tấn Dương không có phòng vệ, Đặng Uyển đã suy tính đến việc sát hại Lưu Tử Huân để tự cứu mình, song ông ta lại bị một người khác tên là Trương Duyệt (張悅) giết chết. Thẩm Du Chi sau đó tiến đến và hành quyết Lưu Tử Huân, kết thúc cuộc chiến giành quyền kế vị.